# Resolució 1504 del Consell de Seguretat de les Nacions Unides
La Resolució 1504 del Consell de Seguretat de les Nacions Unides, adoptada per unanimitat el 4 de setembre de 2003, després de reafirmar la resolució 1503 (2003) i observar amb beneplàcit la intenció expressada pel Secretari General de proposar la candidatura de Carla Del Ponte, el Consell nomena Carla Del Ponte fiscal del Tribunal Penal Internacional per a l'antiga Iugoslàvia, amb efecte a partir del 15 de setembre de 2003, per un període de quatre anys.